# Andrés Lope
| Datos personales                                                              | Datos personales                                  | Datos personales                                  |
| ----------------------------------------------------------------------------- | ------------------------------------------------- | ------------------------------------------------- |
| Apodo(s)                                                                      | Pelado                                            | Pelado                                            |
| Nacimiento                                                                    | 15 de julio de 1992 (Mar del Plata, Argentina)    | 15 de julio de 1992 (Mar del Plata, Argentina)    |
| Nacionalidad(es)                                                              | Argentina / Italia                                | Argentina / Italia                                |
| Altura                                                                        | 1,82 m                                            | 1,82 m                                            |
| Peso                                                                          | 82 kg                                             | 82 kg                                             |
| Carrera                                                                       |                                                   |                                                   |
| Deporte                                                                       | Fútbol                                            | Fútbol                                            |
| Debut deportivo                                                               | 29 de septiembre de 2012 (Club Atlético Aldosivi) | 29 de septiembre de 2012 (Club Atlético Aldosivi) |
| Club                                                                          | Ringkobing IF                                     | Ringkobing IF                                     |
| Liga                                                                          | Segunda División de Dinamarca                     | Segunda División de Dinamarca                     |
| Posición                                                                      | Centrocampista                                    | Centrocampista                                    |
| Dorsal(es)                                                                    | 19                                                | 19                                                |
| Goles en clubes                                                               | 5 (74 PJ)                                         | 5 (74 PJ)                                         |
| Trayectoria                                                                   |                                                   |                                                   |
| Club Atlético Aldosivi (2012-16)CD Rincon (2016-17) Ringkobing IF (2017-Act.) |                                                   |                                                   |

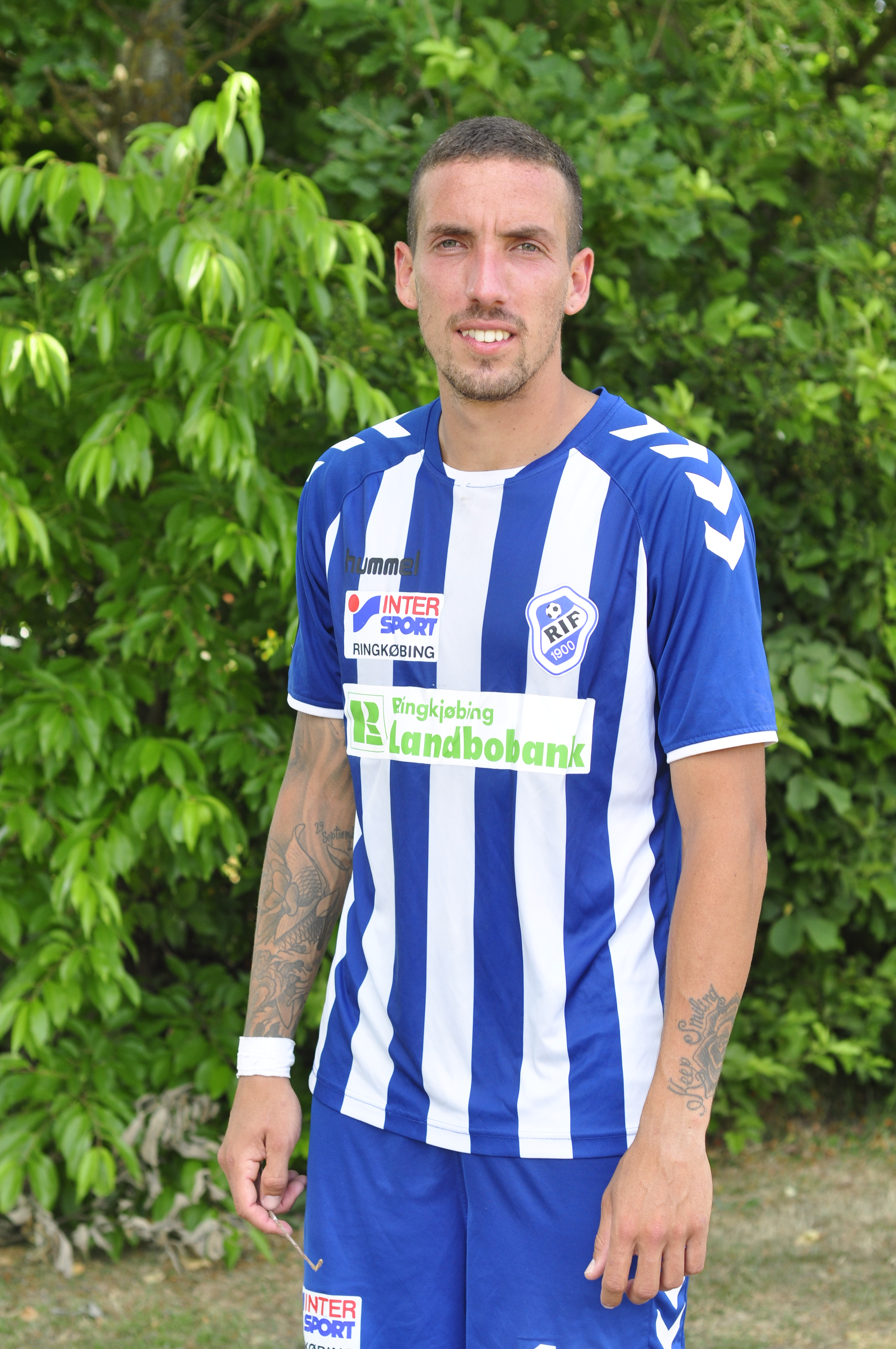
Foto de Andres Lope con la camiseta del Ringkobing IF.

Andrés Lope (Mar del Plata, Argentina, 15 de julio de 1992) es un futbolista argentino que juega como Centrocampista. Su equipo actual es el club Ringkøbing IF, de la Segunda División de Dinamarca.

## Trayectoria

### Club Atlético Aldosivi
En 2009 comenzó su carrera en las inferiores del Club Atlético Aldosivi de la ciudad de Mar del Plata. Entre los años 2012 y 2016 tuvo su contrato profesional con el club. Hizo su debut con Fernando Quiroz de entrenador el 29 de septiembre de 2012, participó en el ascenso de este a primera división del fútbol argentino. Disputó también la Copa Argentina (fútbol). Acumuló una total de 20 partidos.

### CD Rincón
Jugó en el equipo malagueño de la tercera división de España durante la temporada 2016/2017. Logró convertirse en el centro campista titular del equipo ganándose la confianza de su entrenador Francisco Javier López Bravo. Jugando un total de 25 partidos (los 90 minutos de cada uno) convirtiendo 3 goles y finalizando el torneo en la 7.ª posición, siendo la mejor temporada del equipo en dicha competición.

### Ringkøbing_IF
Jugó la fase campeonato, clasificando a la zona de play off en la primera participación del club en la Segunda División de Dinamarca, jugó un total de 29 partidos (los 90 minutos de cada uno) marcando 2 goles y 4 asistencias.